# Habaki

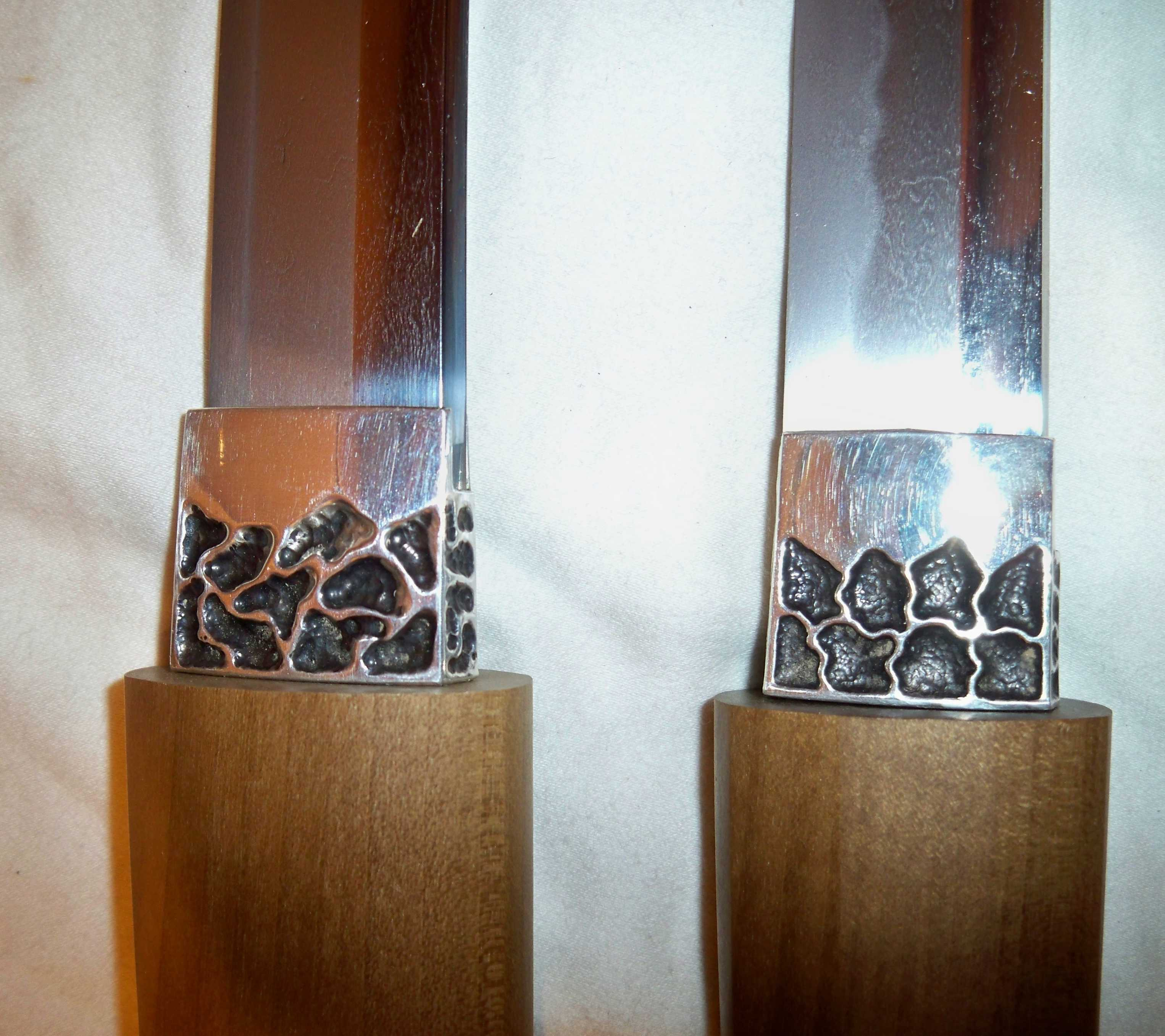
Daisho habaki.

La habaki (啖呵?) es una pieza de metal ornamental y estructural de las armas de hoja japonesas, con forma de tubo, de perfil variable según el corte transversal de la hoja. Está presente en muchos tipos de armas blancas: katanas, naginata, yari, tanto, wakisashi, ninjato y otras armas que usen saya (vaina). 
Tiene las siguientes funciones:
- sirve de tope a la tsuba;
- sujetar por fricción la saya;
- adornar y contener grabados o emblemas del usuario del arma.

El habaki elaborado de forma tradicional, está hecho de bronce y cobre; en katanas con mayor ornamentación puede estar hecho de plata, y oro. En la actualidad estos materiales son sustituidos por el latón, la alpaca y el hierro.
- Datos: Q55521266
- Multimedia: Habaki / Q55521266